# Gymnostomum hymenostylioides
Gymnostomum hymenostylioides är en bladmossart som beskrevs av Richard Henry Zander 1993. Gymnostomum hymenostylioides ingår i släktet kalkkuddmossor, och familjen Pottiaceae. Inga underarter finns listade i Catalogue of Life.